# AGEO
AGEO ist die übliche Kurzbezeichnung des österreichischen Dachverbandes für Geografische Information. Das A steht gleichermaßen für „Arbeitsgemeinschaft“ und für „Austria“.
Mitglieder der AGEO sind zahlreiche in Österreich befindliche oder schwerpunkthaft tätige Institutionen, die mit der Anwendung oder der Entwicklung von Land- bzw. Geoinformationssystemen befasst sind. Unter anderem veranstaltet die AGEO eine Reihe von Symposien unter der Bezeichnung AGIT.
Die Mitgliedschaft von Einzelpersonen ist nicht vorgesehen.
Die AGEO ist interdisziplinär angelegt und entstand in den 1990ern auf Initiative von Geodäten, zweier Bundesämter und einiger Landesregierungen.  Sie bündelt die regionalen GI-Interessenten und übernimmt deren Vertretung innerhalb Österreichs und in internationalen Organisationen.
Durch Information der Öffentlichkeit über die Geoinformation und durch Förderung von Initiativen zur technischen und methodischen Weiterentwicklung soll Österreich zu einem noch stärkeren GIS-Standort werden.